# Constructivismo (pedagogía)

Modelo pedagógico de una educación constructiva

El constructivismo es una corriente pedagógica basada en la teoría del conocimiento constructivista, que postula la necesidad de entregar al estudiante las herramientas necesarias (generar andamiajes) que le permitan construir sus propios procedimientos para resolver una situación problemática, lo que implica que sus ideas puedan verse modificadas y siga aprendiendo.
El constructivismo propone un paradigma donde el proceso de enseñanza se percibe y se lleva a cabo como un proceso dinámico, participativo e interactivo del sujeto, de modo que el conocimiento sea una auténtica construcción operada por la persona que aprende (por el «sujeto cognoscente»). El constructivismo en pedagogía se aplica como concepto didáctico en la enseñanza orientada a la acción.
Para lograr un aprendizaje significativo es necesario que tanto el docente como los alumnos se involucren en el proceso de enseñanza-aprendizaje de manera activa; la construcción mutua del conocimiento entre el docente y discente es la práctica educativa ideal para alcanzar la formación integral del alumno.
Como figuras clave del constructivismo destacan principalmente Lev Vygotski, que se centraba en cómo el medio social permite una reconstrucción interna y a Jean Piaget, que se centraba en cómo se construye el conocimiento partiendo desde la interacción con el medio. La instrucción del aprendizaje surge de las aplicaciones de la psicología conductual, donde se especifican los mecanismos conductuales para programar la enseñanza de conocimiento. Posteriormente ese enfoque fue considerado obsoleto durante la revolución cognitiva, y entonces adquirieron prominencia los abordajes cognitivos, entre ellos los constructivistas.
Existe otra teoría constructivista (del aprendizaje cognitivo y social) de Albert Bandura y Walter Mischel, dos teóricos del aprendizaje cognoscitivo y social, así como una variante del constructivismo como mecanismo conductual propuesto por Mercedes Chaves para el aprendizaje de la lectoescritura en las primeras etapas del niño así como a lo largo de su vida

## Concepto
El humano, tanto en lo cognitivo como en lo social y afectivo, no es producto del ambiente ni resultado de sus disposiciones internas, sino una reconstrucción propia que se va reproduciendo constantemente como resultado de la interacción entre estos dos factores. El conocimiento no es una copia fiel de la realidad, sino una reconstrucción del individuo.
Se considera al alumno poseedor de conocimientos sobre los cuales tendrá que construir nuevos saberes. Según Ausubel «Solo habrá aprendizaje significativo cuando lo que se trata de aprender se logra relacionar de forma sustantiva y no arbitraria con lo que ya conoce quien aprende, es decir, con aspectos relevantes y preexistentes de su estructura cognitiva».
No pone la base genética y hereditaria en una posición superior o por encima de los saberes. Es decir, a partir de los conocimientos previos de los educandos, el docente guía para que los estudiantes logren construir conocimientos nuevos y significativos, siendo ellos los actores principales de su propio aprendizaje. Un sistema educativo que adopta el constructivismo como línea psicopedagógica se orienta a llevar a cabo un cambio educativo en todos los niveles.
Un supuesto fundamental del constructivismo es que las personas son aprendices activos y desarrollan el conocimiento por sí mismas. Para entender bien las materias, los aprendices deben descubrir los principios básicos. Algunos creen que las estructuras mentales se vuelven un reflejo de la realidad, mientras que otros, los constructivistas radicales consideran que la única realidad que existe es el mundo mental de individuo. Los constructivistas también difieren en el grado en que adjudican la construcción del conocimiento a las interacciones sociales con los profesores, compañeros, padres y otros.
La perspectiva constructivista del aprendizaje puede situarse en oposición a la instrucción del conocimiento. En general, desde la postura constructivista, el aprendizaje puede facilitarse, pero cada persona reconstruye su propia experiencia interna, con lo cual puede decirse que el conocimiento no puede medirse, ya que es único en cada persona, en su propia reconstrucción interna y subjetiva de la realidad. La construcción del conocimiento puede analizarse desde dos vertientes: los procesos psicológicos implicados en el aprendizaje y los mecanismos de influencia educativa que promueven, guían y orientan dicho aprendizaje. Por el contrario, la instrucción del aprendizaje postula que la enseñanza o los conocimientos pueden programarse, de modo que pueden fijarse de antemano los contenidos, el método y los objetivos en el proceso de enseñanza.
La diferencia puede parecer sutil, pero sustenta grandes implicaciones pedagógicas, biológicas, geográficas y psicológicas. Así, esto aplicado a un contexto de aula con alumnos significa que desde un enfoque constructivista puede crearse un espacio favorable al aprendizaje, con un clima motivacional de cooperación, donde cada alumno reconstruye su aprendizaje con el resto del grupo. Así, el proceso del aprendizaje prima sobre el objetivo curricular, no habría notas, sino cooperación. Por el otro lado y también a modo de ejemplo, desde la instrucción se elegiría un contenido a impartir y se optimizaría el aprendizaje de ese contenido mediante un método y objetivos fijados previamente, optimizando dicho proceso. En realidad, hoy en día ambos enfoques se mezclan, si bien la instrucción del aprendizaje toma más presencia en el sistema educativo.

## Jean Piaget

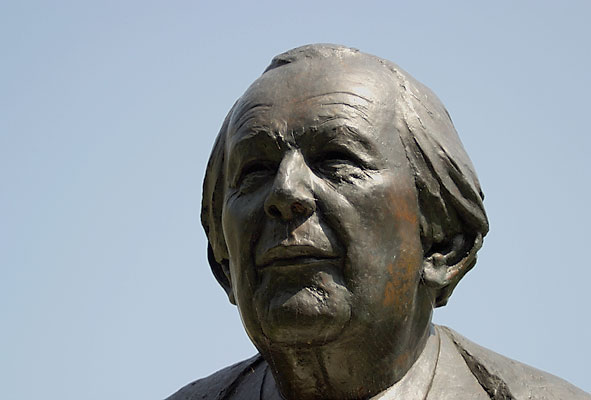
Estatua de Jean Piaget

Para Jean Piaget, la inteligencia tiene dos atributos principales: la experiencia y la adaptación.
El primer atributo, la organización, se refiere a que la inteligencia está formada por estructuras o esquemas de conocimiento, cada una de las cuales conduce a conductas diferentes en situaciones específicas. En las primeras etapas del desarrollo, un niño tiene esquemas elementales que se traducen en conductas concretas y observables de tipo sensomotor: mamar, llevarse el dedo a la boca, etc. En el niño en edad escolar aparecen otros esquemas cognoscitivos más abstractos que se denominan operaciones. Estos esquemas o conocimientos más complejos se derivan de los sensomotores por un proceso de internalización, en otras palabras, por la capacidad de establecer relaciones entre objetos, sucesos e ideas. Los símbolos matemáticos y de la lógica representan expresiones más elevadas de las operaciones.
La segunda característica de la inteligencia es la adaptación, consta de dos procesos simultáneos: la asimilación y la acomodación.
La asimilación (del latín ad = hacia + similis = semejante) es un concepto psicológico introducido por Jean Piaget para explicar el modo por el cual las personas ingresan nuevos elementos en sus esquemas mentales preexistentes, explicando el crecimiento o sus cambios cuantitativos.
Es, junto con la acomodación, uno de los dos procesos básicos para este autor en el proceso de desarrollo cognitivo del niño. La diferencia con ésta es que en este caso no existe modificación en el esquema sino sólo la adición de nuevos elementos. El esquema (o esquema de la conducta) viene a ser la trama de acciones susceptibles de ser repetidas.

## Críticas al constructivismo
En los textos de Mayer, 2004; Kirchner, Sweller, y Clark, 2006, Sweller y sus colegas argumentan que los principiantes no poseen los modelos subyacentes mentales o "esquemas" necesarios para "aprender haciendo" (p. ej. Sweller, 1988). Es más, Mayer (2004), sugiere que cincuenta años de datos empíricos no apoyan la utilización en la enseñanza de la técnica constructivista de descubrimiento puro. En aquellas situaciones que requieren el descubrimiento, aboga por el uso de descubrimiento dirigido. Mayer propone que los principiantes sean «cognoscitivamente activos» durante el estudio y que los instructores usen «prácticas dirigidas».
También el filósofo de la ciencia Mario Bunge suscribe críticas al constructivismo desde su visión del hilo realismo: «El constructivismo pedagógico no sólo es falso. También es perjudicial a causa de que niega la verdad objetiva, elimina la crítica y el debate y hace prescindibles a los docentes».
La adquisición del conocimiento en contextos espontáneos y naturales es un buen objetivo desde una perspectiva científica, pero resulta insuficiente para ser aplicado a la educación. Porque la educación es una situación artificial en la que se intenta producir el conocimiento no solo de forma «natural» sino también en formas adicionales. No se tratará tan solo de reproducir el desarrollo.
Otros autores sostienen que no es suficiente con la percepción subjetiva de la realidad por parte del individuo para la internalización de los conceptos, sino que es necesaria la interacción del observador con el medio.

## Las TIC como un recurso para un aprendizaje constructivista
Las tecnologías de la información y la comunicación (TIC) han permeado en todas las esferas de la vida cotidiana (personal y laboral), generando cambios en las dinámicas de interacción en distintos ámbitos, entre ellos, el educativo. Para González et al (1996), las TIC son “un conjunto de procesos y productos derivados de las nuevas herramientas, soporte de la información y canales de comunicación, relacionados con el almacenamiento, procesamiento y transmisión digitalizados de la información de forma rápida y en grandes cantidades”.
Con las TIC se hace referencia a las aplicaciones de la Web 2.0 y Web 3.0. Sus características las hacen idóneas para transformar el proceso de enseñanza-aprendizaje en escuelas y universidades. De acuerdo a Bustos (2005) y Rama (2013), las TIC pueden generar una serie de cambios “curriculares, pedagógicos, didácticos y evaluativos”; ya que ayudan a crear y ampliar experiencias de aprendizaje que estimulan al alumno para la construcción del conocimiento con autonomía y responsabilidad y al docente en elaboración de materiales y experiencias educativas.
Para Taylor (1980), las TIC pueden verse como fin y como medio en la educación: son un fin cuando ofrecen conocimientos y habilidades sobre las herramientas tecnológicas que podrán ayudar a la participación activa en una sociedad donde las TIC ya tienen un lugar; y son un medio en la medida que apoyan las labores de enseñanza y el proceso de aprendizaje.

## Herramientas del aprendizaje constructivista
Las aplicaciones más representativas como herramientas del aprendizaje constructivista son las redes sociales, las Wikis y los blogs. Todas ellas tienen el potencial de estimular la formación de una estructura social basados en la comunicación, valores, ideas, visiones e intercambios.  Por tanto, estas aplicaciones estimulan la interacción social y experiencias que ayudan al alumno a crear sus propios conocimientos, es decir, a llevar un aprendizaje como proceso activo, auténtico y real mediado por el docente.
Para que el uso de estas aplicaciones sea efectivo se debe tener en cuenta:
1. La creación de un entorno virtual creativo y capaz de soportar múltiples herramientas y materiales.
2. La estimulación del compromiso activo de cada integrante del aula.
3. Comunicación efectiva entre el alumno y el docente.
4. Posibilidad de realizar actividades colaborativas.[15]